# LZ 132
LZ 132 war die Bezeichnung einer in den 1950er Jahren durchgeführten Luftschiff-Konzeptstudie. Auf Basis bekannter Technologien und insbesondere des nicht fertiggestellten Luftschiffes LZ 131 wurden innerhalb der Studie zwei Luftschiffversionen vorgeschlagen: Eine Passagierversion für 70 bis 100 Passagiere sowie eine Frachtversion für 30 t Fracht.

## Hintergrund
Rund um den Luftschiffkommandanten Max Pruss und weitere ehemalige Luftschiffer des sogenannten Frankfurter Kreises entstanden in den frühen 1950er Jahren erste Ideen, die Großluftschifffahrt wiederzubeleben. Nachdem ein Investor Interesse an dem Kauf eines neuen Luftschiffes bekundet hatte, wurde eine Expertenkommission gegründet, die am 1. September 1956 ihre Arbeit an einer Machbarkeitsstudie aufnahm. Nach der Präsentation eines Zwischenberichts Ende Februar 1957 wurde die Endfassung der Studie am 24. Juni 1957 fertiggestellt. Die Studie wurde im September 1957 dem potentiellen Investor vorgelegt, welcher sich jedoch gegen die Beauftragung entschied. Schlussendlich kam das LZ 132 daher nicht über die Konzeptionsphase hinaus.

## Technik
Innerhalb der Konzeptstudie wurde das LZ 132 als Starrluftschiff bewährter Zeppelin-Bauart vorgeschlagen.
Von der Hindenburg-Katastrophe motiviert, wurde jedoch geplant, das Luftschiff mit Helium anstatt mit Wasserstoff als Traggas zu betreiben.
Im Vergleich zu den Zeppelinen der 1930er Jahre waren außerdem die Verwendung neuartiger Kunststoffhüllen und Kunststoffgaszellen, neuer Aluminiumlegierungen sowie eine Traggasheizung vorgesehen.
Von der Technologie hätte das LZ 132 auf dem nicht fertiggestellten LZ 131 bzw. dessen nicht über die Planungsphase hinausgekommenen Schwesterschiff LZ 132 aufgebaut. Als Eckdaten waren ein Volumen von 223.000 m³ Helium, ein Durchmesser von 41,7 m sowie eine Länge von 265 m angedacht.
Mit innerhalb des Luftschiffrumpfs angebrachten Luftschiffmotoren erwartete man eine Höchstgeschwindigkeit von 120 bis 147 km/h zu erreichen.
Als Einsatzzweck wurden zwei mögliche Geschäftsfelder anvisiert: Zum einen der Passagiertransport nach Nord- und Südamerika (100 Passagiere für die Nordamerikareisen, 70 für die Südamerikareisen), zum anderen der Einsatz als Groß-Frachtluftschiff mit einer Transportkapazität bis zu 30 t.